# Ebermannsdorf
Ebermannsdorf este o comună din districtul Amberg-Sulzbach, landul Bavaria, Germania.